# Bungo Stray Dogs
Bungo Stray Dogs (文豪ストレイドッグス, Bungō Sutorei Doggusu, lit. Mestres literários errantes) é uma série de mangás japoneses escrita por Kafka Asagiri e ilustrada por Sango Harukawa. A obra foca no cotidiano de uma agência de detetives e seus membros, indivíduos dotados de habilidades especiais capazes de resolver e solucionar mistérios e casos considerados fora do alcance da polícia e dos militares.
Serializada na revista Young Ace desde 2012, a obra foi compilada no ano seguinte pela editora Kadokawa Shoten. Ela ainda recebeu uma adaptação para anime em 2016, produzida pelo estúdio Bones, além de um OVA (Original Video Animation) e filme. O título ainda conta com uma versão em formato de romance ilustrado, conhecido como light novel. No Brasil, o mangá foi licenciado e publicado pela editora Planet Manga.

## Desenvolvimento
Depois de deixar seu emprego como assalariado, o autor do mangá Kafka Asagiri se tornou popular por meio do vídeo "Slowly Youmu and the Really Scary Cthulhu Mythos" lançado no Nico Nico Douga. O primeiro episódio foi visualizado cerca de 1 milhão de vezes, para surpresa de Asagiri. Quatro meses depois do lançamento do vídeo, Asagiri foi abordado pelo editor-chefe da Monthly Shonen Ace para trazer três projetos em duas semanas. O departamento editorial também o contatou.
O mangá originou-se da ideia de Asagiri de reunir vários autores e poetas famosos e desenhá-los como jovens adultos e adolescentes com poderes sobrenaturais. Ele foi inspirado pela história de Shūsaku Endō, Ryūgaku . Em particular, Osamu Dazai foi usado como personagem principal após o Asagiri ler o livro No Longer Human; na história, Dazai expressa seu constrangimento envolvendo toda a sua vida, algo que o autor considerou identificável. Impressionado com este trabalho, Asagiri decidiu fazer com que sua opinião sobre Osamu Dazai se destacasse entre os leitores. Depois de Dazai, o próximo escritor escolhido para criar um personagem que frequentemente acompanhava Dazai foi Atsushi Nakajima, o personagem principal. No entanto, ele precisava de um terceiro personagem que atuasse como igual a Dazai. Isso levou à criação de Kunikida. Embora Kunikida tenha sido difícil de encontrar, Asagiri não teve bloqueio criativo, pois conta que a experiência de escrever leva de dois a quatro dias. Ele chama esse processo de “misterioso”. Kadokawa Shoten abordou Asagiri para escrever mais conteúdo para os personagens, o que levou à produção de light novels onde o escritor decidiu explorar o passado de Dazai.

## Elementos da história
Intitulada de bungō, palavra japonesa designada a grandes figuras da literatura, a história serve-se de nomes de renomados escritores para seus personagens fazendo constantes referências a eles. Exemplos de autores são: Ryūnosuke Akutagawa, Atsushi Nakajima, Agatha Christie, Osamu Dazai, Fiódor Dostoiévski, Edogawa Ranpo, Edgar Allan Poe, Mark Twain, Natsuhiko Kyogoku, Kenji Miyazawa, Doppo Kunikida e Akiko Yosano.
Personagens
Em sua longa lista de personagens e figuras homenageadas encontram-se clássicos escritores da literatura japonesa. Atsushi Nakajima, um dos personagens principais e ponto de início da série, é uma referência ao escritor homônimo. Outros escritores são representados no anime tendo seus nomes mantidos para fácil reconhecimento. Entre os escritores considerados como parte do mundo dos clássicos estão Dazai Osamu e Doppo Kunikida.
Escritores contemporâneos também foram celebrados em histórias paralelas, como os escritores Kyōgoku Natsuhiko e Ayatsuji Yukito.
Para além do rol de escritores japoneses é possível encontrar alguns nomes internacionais como: Edgar Allan Poe, Mark Twain e Agatha Christie. Assim como acontece com os escritores japoneses, foram emprestados nomes mais atuais como o de Dan Brown.
A maioria dos personagens foram adaptados de seus correspondentes reais. No entanto, alguns casos chamam a atenção, como é o de Kyouka Izumi e Ozaki Kouyou, que tiveram seus gêneros alterados no processo – ambas personagens femininas são adaptações de escritores masculinos.
Caso singular é o de Naomi Tanizaki, baseada numa das obras de Jun’ichiro Tanizaki. Apesar de se tratar de um figura presente entre os nomes do time da agência, Naomi não possui poderes especiais.
Habilidades
No universo de Bungo Stray Dogs, superpoderes e habilidades sobrenaturais são as principais armas de defesa e ataque. Seguindo com as adaptações, os criadores da série tomaram emprestado dos próprios autores inspiração para os nomes e formas de seus poderes. De cada escritor emprestou-se uma particularidade.
Dazai Osamu, por exemplo, exibe um poder denominado de Não mais humano de seu original Ningen Shikkaku, nome de um de seus mais famosos contos. Outro que teve sua obra transformada em arma é Akutagawa Ryunosuke e seu Rashomon.
Mas não só de adaptação de títulos são feitas as habilidades; outros aspectos foram utilizados em sua concepção. Edogawa Ranpo, conhecido por seus contos de mistério, apresenta a habilidade conhecida por Ultra-dedução ou Chō suiri no original, não representando nenhuma obra em particular mas todo um gênero pelo qual ficou famoso.

## Personagens

### Agência de Detetives Armados
Atsushi Nakajima (中島敦, Nakajima, Atsushi)
- Seiyū: Yūto Uemura (上村祐翔, Uemura Yūto), Lynn (jovem).
- Dublador: Diego Marques (português)
- Habilidade: Fera sob o luar (月下獣, Gekkajū)

Nomeado em homenagem ao escritor japonês Atsushi Nakajima. Tem 18 anos e é o protagonista da série. Sua habilidade, chamada Fera sob o luar (月下獣, Gekkajū), transforma-o em um tigre branco com uma força monstruosa e uma rápida regeneração, apesar de ele perder o controle quando está completamente transformado. Ele quase sempre fica aturdido por causa das excentricidades de seus colegas. Ele não tem muita confiança em si próprio porque passou a vida inteira sendo chamado de inútil; isso só começou a mudar quando ele se juntou à agência. Este depois conseguiu a confiança de Dazai.
Doppo Kunikida (国木田独歩, Kunikida Doppo)
- Seiyū: Yoshimasa Hosoya (細谷佳正, Hosoya, Yoshimasa)
- Dublador: Fábio Azevedo (português)
- Habilidade: Poeta Doppo (独歩吟客, Doppo ginkaku)

Parceiro de Dazai, Kunikida é responsável pelo direcionamento das missões da agência. Metódico e pragmático, tem sempre consigo um caderno, parte essencial de sua habilidade. Através de seu caderno, Kunikida pode recriar qualquer objeto desde que tenha visto ao menos uma vez e saiba seu funcionamento. Para isso, ele escreve o nome do objeto que deseja recriar, arrancando a página, para que ela se transforme no objeto. Tal característica se mostra um ponto fraco de sua habilidade: o tamanho do objeto está limitado às dimensões do caderno. Antes de se juntar à Agência, Kunikida foi professor de matemática.
Osamu Dazai (太宰治, Dazai Osamu)
- Seiyū: Mamoru Miyano (宮野真守, Miyano, Mamoru)
- Dublador: Diego Lima (português)
- Habilidade: Não mais humano (人間失格, Ningen shikkaku)

Misterioso, excêntrico e aficionado por suicídio. Está sempre à procura de uma bela mulher para um duplo suicídio. Além disso, é frequentemente visto carregando seu livro “Guia completo de suicídio (完全自殺読本, kanzen jisatsu dokuhon)”, de onde tira as ideias para seus experimentos. Possui a habilidade de anular outras habilidades com apenas um toque. Dazai é visto frequentemente ao lado de Kunikida nas missões. Antes de se juntar à Agência, Dazai foi membro da máfia, mais especificamente do famoso grupo denominado Máfia do Porto. Ele parece ter confiança nos membros da agência, especialmente em Atsushi.
Jun'ichiro Tanizaki (谷崎潤一郎, Tanizaki, Jun'ichiro)
- seiyū: Toshiyuki Toyonaga (豊永利行, Toyonaga, Toshiyuki)
- Dublador: Adrian Tatini (português)
- Habilidade: Neve Leve (細雪, Sasameyuki)

Membro da Agência, por volta da mesma idade de Atsushi e irmão mais velho de Naomi. Tanizaki possui uma personalidade bastante pacífica e submissa, sendo visto constantemente provocado ou arrastado por sua irmã. Possui a habilidade conhecida por "Neve Fina" que lhe permite criar ilusões com alcance a uma pequena área ao seu redor.
Naomi Tanizaki (谷崎 ナオミ, Tanizaki, Naomi)
- seiyū: Chiaki Omigawa (ちあき おみがわ, Omigawa, Chiaki)
- Dublador:
- Habilidade: Não possui

Membro da Agência, por volta da mesma idade de Atsushi e irmã caçula de Tanizaki. Em sua primeira missão é quase morta pela Máfia do Porto, até ela e seu irmão serem protegidos por Atsushi e seus companheiros da agência. Ela também é envolvida na trama d'A Guilda em que teve seu corpo arrastado por uma paranormal que usa uma boneca que os trancafia junto das outras vítimas, salvo por Atsushi e seu irmão e quando A Guilda ilude Atsushi através do poder de Kyusaku, até serem salvos por Dazai. Atsushi depois se desculpa com ela e Haruno após os eventos, tal conversa que Tanizaki não gostou muito.
Ranpo Edogawa (江戸川乱歩, Edogawa Ranpo)
- Seiyū: Hiroshi Kamiya (神谷浩史, Kamiya, Hiroshi)
- Dublador: Raphael Ferreira (português)
- Habilidade: Dedução Ultra (超推理, Chō suiri)

Auto-proclamado "O Grande Detetive", Ranpo é o único detetive de fato da Agência, além de um humano sem habilidades especiais. A sua chamada "Ultra-dedução" é, na verdade, resultado de pura argúcia e inigualável capacidade de observação e dedução. A única pessoa que Ranpo respeita na Agência é o presidente.
Kenji Miyazawa (宮沢賢治, Miyazawa Kenji)
- Seiyū: Hiroyuki Kagura (花倉洸幸, Kagura Hiroyuki)
- Dublador: Felipe Volpato (português)
- Habilidade: Não se deixe derrotar pela chuva (雨ニモマケズ, Ame ni mo makezu)

Vindo do interior, amigável e despreocupado, Kenji é conhecido pelos moradores da vizinhança por seu modo quase ingênuo e de fácil amizade. Sua habilidade, "Invicto pela chuva", confere a ele uma força extra-humana quando com fome. Porém, uma vez satisfeito, Kenji cai no sono logo em seguida.
Akiko Yosano (与謝野晶子, Yosano Akiko)
- Seiyū: Yū Shimamura (嶋村侑, Shimamura Yū)
- Dublador: Tatiane Keplmair (português)
- Habilidade: Não morrerás (君死給勿, Kimi shinita mō koto nakare)

Forte e decidida, Yosano possui um lado sádico servindo bem aos propósitos de sua habilidade "Não serás morto". Com ela, Yosano é capaz de curar qualquer pessoa desde que esta esteja à beira da morte.
Yukichi Fukuzawa (福沢諭吉, Fukuzawa Yukichi)
- Seiyū: Rikiya Koyama (小山力也, Koyama Rikiya)
- Dublador: Dláigelles Riba (português)
- Habilidade: Todos os homens nascem iguais (人上人不造, Hito no ue ni hito wo tsukurazu)

Presidente da Agência de Detetives Armados, Yukichi é um homem maduro, sério e firme. Visto sempre em roupas tradicionais japonesas, é admirado e respeito por todos os agentes. Sua habilidade, "Todos são iguais" permite-lhe restringir e controlar o poder de outros agentes, sendo útil para ajudar àqueles que necessitam moderar seu uso. Parece gostar de gatos, diferente do Mori que fica minando a Elise. Ele carrega uma espada japonesa samurai e possui um movimento capaz de levar os outros ao chão, como Kunikida demonstrou ao Atsushi.
Kyōka Izumi (泉 鏡花, Izumi Kyōka)
- Seiyū: Sumire Morohoshi (すみれ もろほし, Morohoshi Sumire)
- Dublador: Priscila Franco (português)
- Habilidade: Demônio da Neve (夜叉白雪, Yasha Shirayuki)

Na infância, um poder que a foi atribuído, Demônio da Neve, foi capaz de matar seus pais. Ela depois é acolhida por Akutagawa e depois ela recebe um celular para controlar seu poder, contra vontade para matar pessoas. Ela depois se encontra com Atsushi no trem em que ela o confronta através do celular. Atsushi descobre que Kyōka carregava uma bomba e tenta salvá-la depois de perceber o sofrimento que ela passou e que queria nunca mais matar pessoas. Ele passa um tempo com Kyōka até ela se entregar na polícia, até Akutagawa alvejar Atsushi e fazer Kyōka prisioneira. Atsushi confronta Akutagawa novamente e o derrota e salva Kyōka. Ela depois é acolhida pela agência e usa parte do treinamento, que não chega dar em nada, mas a Máfia do Porto vai atrás de Kyōka com um outro membro que possui as mesmas habilidades de Kyōka, Kouyou Ozaki que usa o Demônio Dourado. Contudo, Agilda fica entre a agência e a Máfia do Porto que faz com que todos se tornem vítimas da Agilda e Kyōka foge. Ela tenta salvar Atsushi da Agilda em que ele é capturado e ela é atuada pela polícia em que fica no ar num avião com seu pé acorrentado. Ela é levada a fazer o último teste da agência em que teve de operar um avião para se colidir na Moby Dick, poder que era controlado por Herman Melville para salvar a cidade, mesmo sendo a custa de sua vida, mas ela se salva graças ao seu poder Demônio da Neve e depois aceita na agência. Ela parece gostar do Atsushi.

### Máfia do Porto
Ougai Mori (森 鴎外, Mori Ōgai)
- Seiyū: Mitsuru Miyamoto (みつる みやもと,  Miyamoto Mitsuru)
- Dublador: Márcio Marconato, Yuri Chesman (português)
- Habilidade: Vita Sexualis (夜叉白雪, Uita sekusuarisu)

Se torna chefe da Máfia do Porto ao matar o antigo chefe com um bisturi. Este possui um hobbie de se divertir com Elise, uma menininha que gosta de fazer desenhos e faz ela colocar todo tipo de roupa nela como divertimento. Ele acaba envolvido pelo poder de Lucy e ajuda Atsushi a salvar Naomi e Tanizaki. Este depois é restringido em pequenas aparições. Era chefe do Dazai antes dele deixar a Máfia do Porto. Como no passado ele era um médico, este ainda guarda um bisturi.
Ryūnosuke Akutagawa (芥川 龍之介, Akutagawa Ryūnosuke)
- Seiyū: Kenshō Ono (大野健翔, Ono Kenshō)
- Dublador: Márcio Araújo (português)
- Habilidade: Rashomon (羅生門)

Ele possui um poder chamado Rashomon que pode produzir ataques ou até mesmo armadura. Ele emboscou a agência através da Higushi e pegou Naomi e Tanizaki e enfrentou Atsushi e arrancou a perna dele, mas enfrenta o poder de Atsushi Fera sob o luar que equivale ao poder de Akutagawa, mas a luta é interrompida por Dazai, que no passado tinha uma história com ele. Ele enfrenta Atsushi novamente para salvar Kyōka e é derrotado. Ele depois ajuda Atsushi para salvar a cidade do chefe da Agilda que usa o poder do dinheiro em que tem êxito, a aliança da agência e a Máfia do Porto. Possui uma grande rivalidade com Atsushi e o chama de Homem Tigre.
Chūya Nakahara (中原 中也, Nakahara Chūya)
- Seiyū: Kishō Taniyama (谷山紀章, Taniyama Kishō)
- Dublador:
- Habilidade: Pela tristeza pesar (汚れつちまつた悲しみに, Yogoretsu Chimatsuta Kanashimi ni)

Poder que pode controlar a gravidade. Este chegava a fazer parceria com Dazai no passado, entretanto, parece não gostar dele. Contudo, este parece tentado a provocar Dazai, mas parece não ter êxito.
Sakunosuke Oda Odasaku (織田 作之助, Oda Sakunosuke)
- Seiyū: Junichi Suwabe (谷山紀章, Suwabe Junichi)
- Dublador:
- Habilidade: Infalível (天衣無縫, Ten'imuhō)

No passado ele se reunia com Dazai e Ango Sakaguchi no bar. Este almejava ser escritor e odiava matar. Ele tinha o poder de prever o futuro por no máximo 10 segundos. Ele chega a enfrentar Gide que possui a mesma habilidade e o induz a tentar matá-lo a ponto de matar o homem quem ele era associado e crianças. Ele acaba sendo morto junto com Gide e este faz Dazai deixar a Máfia do Porto para entrar na Agência de Detetives Armados retirando a atadura que cobria seu olho direito.

### A Guilda
Francis Scott Key Fitzgerald (フランシス・スコット・キー・フィッツジェラルド, Furanshisu Sukotto Kī Fittsujerarudo)
- Seiyū: Takahiro Sakurai (たかひろ さくらい, Sakurai Takahiro)
- Dublador: Robson Kumode (português)
- Habilidade: O grande Fitzgerald

Através do Poder do Dinheiro ele possui um poder capaz de ir muito além como também enfrentou Atsushi e Akutagawa, mas acaba sendo derrotado.
Lucy Maud Montgomery (ルーシー・モード・モンゴメリ, Rūshī Mōdo Mongomeri)
- Seiyū: Kana Hanazawa (花澤 香菜, Hanazawa Kana)
- Dublador: Samira Fernandes (português)
- Habilidade: Anne dos cabelos ruivos

Fez sua aparição na agência em que faz Kenji vítima de seu poder. Ela confronta Atsushi e Tanizaki para salvar Kenji, Naomi e as outras pessoas que foram vítimas de seu poder de marionete e seu boneco é uma ursa gigante chamada Anne. Ela depois é derrotada por Tanizaki, Atsushi e Mori. Ela aparece para Atsuhi preso na Moby Dick e fala de seu passado, mas Atsushi também tem uma história similar ao dela que depois a leva a libertá-lo.
Howard Phillips Lovecraft (ハワード・フィリップス・ラヴクラフト, Hawādo Firippusu Ravukurafuto)
- Seiyū: Shunsuke Takeuchi (武内 駿輔, Takeuchi Shunsuke)
- Dublador: Cesar Marchetti (português)
- Habilidade: O grande ente antigo

Ele faz aparição e possui a habilidade de produzir ramificações nos braços e pernas, uma árvore ambulante que chegou a prender Kyūsaku a ponto de forçá-lo a liberar seu poder a ponto de enlouquecer a cidade. Fez Chūya a ir ao limite para poder derrotá-lo.
John Steinbeck (ジョン・スタインベック, Jon Sutainbekku)
- Seiyū: Kengo Kawanishi (河西健吾, Kawanishi Kengo)
- Dublador:
- Habilidade: Vinhas da ira

Este parece ser diferente de Lovecraft, mas ao colocar uma semente dentro de si, é capaz de produzir ramificações de árvore. Ele enfrenta Dazai e Chūya, mas este acaba sendo preso.

## Mídias

### Mangá
Escrito por Kafka Asagiri e ilustrado por Sango Harukawa, a série teve seus capítulos publicados inicialmente na revista Young Ace em 2012, sendo compilado em formato tankōbon no ano seguinte pela editora Kadokawa Shoten, em 2 de abril de 2013. No Brasil, o mangá foi licenciado pela editora Planet Manga.
Em 2016 foram produzidos os mangás da versão chibi dos personagens intitulados Bungo Stray Dogs Wan! com autoria de Kanai Neko e texto de Kafka Asagiri.
Com o sucesso da série foram também lançadas coleções de histórias originais desenvolvidas por outros autores conhecidas por antologia, atualmente em seu quarto volume.
O título rendeu ainda adaptações para mangá das histórias previamente publicadas no formato de romance ilustrado. Uma versão foi produzida e lançada simultaneamente ao volume 16 do mangá original, em dezembro de 2018, baseada na história paralela intitulada Bungō Stray Dogs Gaiden - Kyōgoku Natsuhiko VS Ayatsuji Yukito (文豪ストレイドッグス外伝 京極夏彦VS綾辻行人), contando com a introdução dos escritores japoneses Natsuhiko Kyōgoku e Yukito Ayatsuji. Outra adaptação foi anunciada na edição de Janeiro de 2020 da revista Shōnen Ace Mensal, desta vez de Bungō Stray Dogs BEAST com autoria de Shiwasu Hoshikawa.

### Romance ilustrado
A partir de abril de 2014 foram produzidas versões em formato de romance ilustrado da história da série. Os volumes, contendo aproximadamente 200 páginas, foram publicados pela editora Kadokawa Shoten. Escritos e ilustrados pela mesma dupla de artistas, o formato gerou histórias paralelas originais sendo posteriormente readaptadas para mangá.
Seguindo um caminho diferente dos primeiros volumes romantizados, o título Bungō Stray Dogs - Dead Apple (文豪ストレイドッグス DEAD APPLEデッドアップル) foi escrito por Hiro Iwahata (岩畑ヒロ) e ilustrado por Ganjii (銃爺) tendo sido serializado na revista Young Ace Up e lançado em 2018.

### Anime
Em 2016 a série recebeu sua primeira adaptação para anime pelo estúdio Bones contendo 12 episódios de aproximadamente 23 minutos cada. Foram realizadas apresentações prévias do primeiro episódio da primeira temporada em Marunoichi Piccadilly em 27 de Março de 2016. Uma segunda prévia, desta vez em Yokohama Burg 13, exibiu os episódios 1 e 2 em 2 de abril de 2016.[carece de fontes?] Sua exibição oficial teve início em abril do mesmo ano. A empresa Crunchyroll obteve os direitos da série conseguindo assim realizar a transmissão simultânea à japonesa via serviço de streaming. Na primeira temporada os personagens centrais da Agência de Detetives Armados são introduzidos, bem como os antagonistas pertencentes ao grupo Máfia do Porto.
Uma sequência à série é produzida sendo exibida ainda em 6 de outubro de 2016. Com o mesmo número de episódios e duração da primeira temporada, o elenco principal retorna com uma história que se divide em três arcos sendo o primeiro uma pré-sequência do anime revelando um pouco do passado de Osamu Dazai, o segundo faz a introdução de novos antagonistas com A Guilda e o último arco traz o confronto entre Atsushi Nakajima e Ryuunosuke Akutagawa.
Nos dois anos que se seguiram ao final da segunda temporada da série, foram produzidos um OVA (Original Video Animation) e um filme. O primeiro trazendo uma curta sequência à série principal e o segundo uma história paralela.
Anúncios para a terceira temporada chegam através da conta oficial do anime na plataforma de mensagens Twitter em julho de 2018, tendo sido anteriormente anunciado durante a pré-exibição do filme Bungo Stray Dogs: Dead Apple. Em agosto a série começa a ser exibida no Brasil através da emissora Rede Brasil. Não muito tempo depois, um anúncio oficial é feito acerca do encerramento da parceria entre as empresas Funimation e Crunchyroll forçando a última a eliminar de sua lista de programas as duas temporadas de Bungo Stray Dogs. Entretanto, a empresa se comprometeu a negociar com sua parceira uma forma de mantê-las em seu rol de animes.
O primeiro trimestre de 2019 vem trazendo a terceira temporada da série conforme planejado. Um vídeo promocional é exibido na página oficial do anime contendo um curto vídeo introdutório revelando aos fãs uma pré-estréia na emissora Tokyo MX em abril, seguido de sua exibição nos demais canais conforme programação oficial.

### OVA
Lançado após a exibição da segunda temporada da série, Bungo Stray Dogs: Hitori Ayumu é um curto OVA (Original Video Animation) de 23 minutos que expande a história original mostrando um evento do quotidiano da agência levando eventualmente à reflexão sobre o futuro da agência. O vídeo foi vendido juntamente com o volume 13 do mangá.

### Filme
O primeiro filme da série teve sua produção anunciada durante o evento realizado em fevereiro de 2017 Mayo(w)i Inu-tachi no Utage Sono Ni.[carece de fontes?] O título, uma adaptação do romance ilustrado Bungou Stray Dogs: Dead Apple (文豪ストレイドッグス DEAD APPLE) desenvolvido pela mesma dupla, dá continuidade à segunda temporada do anime nesta história paralela. Lançado em março de 2018, o filme foi exibido em 74 cinemas do Japão conquistando a sétima posição em sua primeira semana. A história gira em torno do misterioso evento em que pessoas com habilidades especiais aparentemente cometem suicídio com o uso de suas próprias habilidades; algo incomum que estes casos parecem compartilhar é sua ocorrência logo após a aparição de uma estranha névoa. A Agência de Detetives Armados é então convocada por Ango Sakaguchi e recebe um nome para investigar: Tatsuhiko Shibusawa, conhecido também pelo título de “o colecionador”.

### Trilha sonora
Tema de abertura (OP)
- Temporada 1: "TRASH CANDY" - GRANRODEO
- Temporada 2: "Reason Living" - SCREEN mode (episódios 2, 3, 5-12)
- Temporada 3: Setsuna no Ai (セツナの愛) - GRANRODEO

Tema de encerramento (ED)
- Temporada 1: Namae wo Yobu yo (名前を呼ぶよ) - Luck Life
- Temporada 2-1: "Reason Living" - SCREEN mode (episódio 1)
- Temporada 2-2: Kaze ga Fuku Machi (風が吹く街) - Luck Life (episódios 2-11)
- Temporada 2-3: Namae wo Yobu yo (名前を呼ぶよ) - Luck Life (episódio 12)
- Temporada 3: "Lily" - Luck Life

Música de cena
- "Wright Left" - SCREEN mode (temporada 3, episódio 37):

OVABungo Stray Dogs: Hitori Ayumu
- Abertura: "TRASH CANDY" - GRANRODEO
- Encerramento: Namae wo Yobu yo (名前を呼ぶよ) - Luck Life

FilmeBungo Stray Dogs: Dead Apple
- Abertura: "Deadly Drive" - GRANRODEO
- Encerramento: Bokura (僕ら) - Luck Life

### Teatro
Ainda em 2017, durante o evento Mayo(w)i Inu-tachi no Utage Sono Ni em que foi anunciado o início da produção do filme Bungo Stray Dogs: Dead Apple, foi também revelado sua adaptação para os palcos na forma de peça teatral. Com a colaboração dos criadores originais Kafka Asagiri e Sango Harukawa, a produção conta com a direção de Hitoshi Nakayashiki e roteiro de Tadashi Ogasano.

### Rádio Web
Bungo Stray Radio (文豪ストレイラヂヲ) estreiou na plataforma de rádios web Onsen em fevereiro de 2016 para o público premium (pago), um programa especial chamado de 0.5 foi transmitido em 6 de março do mesmo ano. A partir de 7 de abril, o programa foi ao ar sendo apresentado pelo dublador Yūto Uemura (personagem Atsushi Nakajima) até seu fim em 12 de janeiro de 2017. O rádio contou com as participações de outros dubladores da série incluindo: Mamoru Miyano (Dazai Osamu), Kishō Taniyama (Chūya Nakahara) e Yoshimasa Hosoya (Doppo Kunikida). Foram ao todo 21 episódios transmitidos no período em que esteve no ar. O episódio 1 foi uma gravação especial aberta ao público e realizada no evento AnimeJapan 2016.
Episódios
- Episódio 1: Mamoru Miyano (Dazai Osamu), Kishō Taniyama (Chūya Nakahara)[nota 3]
- Episódio 2: Hiroyuki Kagura (Kenji Miyazawa)
- Episódio 3: Yoshimasa Hosoya (Doppo Kunikida), Toshiyuki Toyonaga (Jun’ichiro Tanizaki)
- Episódio 4: Yū Shimamura (Akiko Yosano), Chiaki Omigawa (Naomi Tanizaki)
- Episódio 5: Wataru Hatano (Motojirou Kajii)
- Episódio 6: Mamoru Miyano (Dazai Osamu)
- Episódio 7: Kishō Taniyama (Chūya Nakahara)
- Episódio 8: Hiroyuki Kagura (Kenji Miyazawa)
- Episódio 9: Toshiyuki Toyonaga (Jun’ichiro Tanizaki)
- Episódio 10: Sumire Morohoshi (Kyouka Izumi)
- Episódio 11: Rikiya Koyama (Yukichi Fukuzawa)
- Episódio 12: Asami Seto (Ichiyou Higuchi)
- Episódio 13: Mitsuru Miyamoto (Ougai Mori)
- Episódio 14: Mamoru Miyano (Dazai Osamu)
- Episódio 15: Jun’ichi Suwabe (Sakunosuke Oda)
- Episódio 16: Ami Koshimizu (Kouyou Ozaki)
- Episódio 17: Tarusuke Shingaki (Nathaniel Hawthorne)
- Episódio 18: Kengo Kawanishi (John Steinbeck)
- Episódio 19: Takahiro Sakurai (Francis Scott Key Fitzgerald)
- Episódio 20: Shunsuke Takeuchi (Howard Philips Lovecraft)
- Episódio 21: Rikiya Koyama (Yukichi Fukuzawa)

### Jogos eletrônicos
Bungo Stray Dogs Mayoi Inu Kaikitan (文豪ストレイドッグス 迷ヰ犬怪奇譚) é um jogo lançado originalmente para as plataformas iOS (Apple) e Android. Desenvolvido pela empresa Ambition em 2017, o jogo é comercializado como um aplicativo móvel gratuito com possibilidade de aquisição de expansões na modalidade paga (in-app purchase). Até fevereiro de 2020 a página oficial comemorava a marca de 4 milhões de downloads do aplicativo.
Baseado no modelo de RPG eletrônico, a história se desenrola no formato de capítulos seguindo a sequência do anime. O recrutamento de personagens da série para a formação da agência é efetuado através do método de sorteio (“pull”). Cada personagem possui uma característica que influencia em seu progresso. O sistema de batalha assemelha-se à um jogo de bilhar onde a captura de esferas especiais soma pontos de habilidade e estatísticas necessárias para a evolução do jogo e desenvolvimento dos personagens.

## Recepção
Desde seu lançamento, a série em mangá tem derivado trabalhos nos mais variados formatos incluindo adaptações para anime, romances ilustrados, rádio e jogos. Além disso, a obra foi licenciada no Brasil e em outros países recebendo diversas traduções, entre elas: o inglês, espanhol, francês e alemão.
Bungo Stray Dogs também figurou na lista de vencedores para a premiação da Newtype Anime Awards 2018 ocupando as primeiras posições das categorias. Seu filme Bungo Stray Dogs: Dead Apple recebeu o primeiro lugar na categoria Melhor Fotografia, Kyouka Izumi conquistou a primeira posição na categoria Melhor Personagem Feminina, enquanto os personagens masculinos Chūya Nakahara e Dazai Osamu competiram pela segunda e terceira posições respectivamente na categoria Melhor Personagem Masculino. Já em Melhor Música Tema, “Deadly Driver” de GRANRODEO ficou com o segundo lugar.
Na edição de janeiro de 2020 da revista de notícias sobre livros e mangás Da Vinci publicada pela Kadokawa Media Factory, Bungo Stray Dogs aparece na 27a. posição considerando 17 de seus volumes já lançados.
A popularidade da série se estendeu para além da fantasia influenciando obras e atrações reais do Japão. Osamu Dazai, personagem baseado no escritor homônimo japonês e oriundo da cidade de Aomori, inspirou algumas dessas mudanças. Em 2016, entre os meses de outubro e dezembro, a prefeitura local ajudou a promover a série dando particular ênfase no personagem aproveitando-se desse fato como forma de incentivar o turismo na cidade. Exemplo disso foi a alteração do nome do trem batizado de Corra, Melos! (走れメロス, Hashire, Melos!), um dos clássicos de Dazai publicado em 1940, e que circulava na linha de Tsugaru para Não mais humano (人間失格, Ningen Shikkaku), nome de outra famosa obra do autor transformado em habilidade especial do personagem na série. O trem foi mantido assim ao longo de todo o período, tendo circulado durante (09) nove dias por mês. Da mesma forma, as lojas de conveniência e de suvenir foram estocadas com produtos inspirados na obra onde se comercializou desde biscoitos com formato de carvão, em referência ao trem de Dazai, a garrafas de suco de maçã, típicas da região, homenageando a personagem Akiko Yosano.

## Ligações Externas
- «Crunchyroll - Bungo Stray Dogs»
- «Bungo Stray Dogs - Página oficial» (em japonês)
- «Bungo Stray Dogs - Página oficial do anime» (em japonês)
- «Bungo Stray Dogs - Página oficial da peça teatral» (em japonês)
- «Bungo Stray Dogs - Página oficial do jogo» (em japonês)